# De verhalen van jouw leven en anderen
De verhalen van jouw leven en anderen (Engelse titel: Stories of Your Life and Others of Arrival) is een korteverhalenbundel van de Amerikaanse schrijver Ted Chiang uit 2002. Het boek bevat Chiangs eerste acht korte verhalen. Alle verhalen behalve 'Leuk vinden wat je ziet, een documentaire' werden eerder los elders gepubliceerd. In zijn verhalen behandelt Chiang  wetenschappelijke, religieuze, filosofische en psychologische vraagstukken.
Het titelverhaal 'Het verhaal van jouw leven', werd in 2016 verfilmd als Arrival. In datzelfde jaar werd de Engelse versie van de verhalenbundel herdrukt als Arrival, zodat de naam overeenkomt met de film. Chiangs tweede verhalenbundel Wat er van ons wordt verwacht werd uitgebracht in 2019.

## Inhoud
Het boek bevat de volgende acht verhalen:
- 'Toren van Babylon' (oorspronkelijk gepubliceerd in Omni, november 1990) (winnaar van de Nebula Award)
- 'Begrijp' (oorspronkelijk gepubliceerd in Asimov's, augustus 1991)
- 'Delen door nul' (oorspronkelijk gepubliceerd in Full Spectrum 3, juni 1991)
- 'Het verhaal van jouw leven' (oorspronkelijk gepubliceerd in Starlight 2, november 1998, winnaar Nebula Award en Theodore Sturgeon Memorial Award, verfilmd als Arrival)
- 'Tweeënzeventig letters' (oorspronkelijk gepubliceerd in Vanishing Acts, juni 2000, Sidewise Award winnaar)
- 'De evolutie van de menselijke wetenschap' (oorspronkelijk gepubliceerd als 'Catching Crumbs from the Table ' in Nature, juni 2000)
- 'De hel is de afwezigheid van God' (oorspronkelijk gepubliceerd in Starlight 3, juli 2001) (Hugo Award, Locus Award en Nebula Award winnaar)
- 'Leuk vinden wat je ziet, een documentaire'
- 'Story Notes'